# Friedrich von Medicus

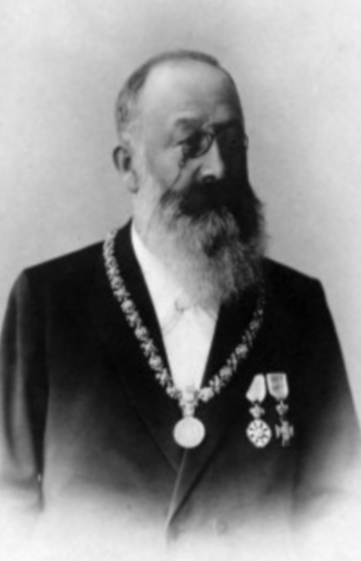
Friedrich Ritter von Medicus 1847–1904 Bürgermeister von Aschaffenburg

Friedrich Medicus, seit 1897 Ritter von Medicus (* 11. November 1847 in Karlstadt am Main; † 30. März 1904 in Aschaffenburg) war ein Bürgermeister von Aschaffenburg.

## Leben
Medicus wurde als Sohn des Gerichtsarztes Dr. Friedrich Medicus und seiner Ehefrau Auguste geb. Eschenbach, geboren. Nach der Volksschule in seinem Geburtsort besuchte er ab 1864 das königliche Knabenseminar der Aschaffenburger Studienanstalten (Lyceum, Gymnasium und Lateinschule). Nach dem Abitur 1867 studierte er Philosophie, Rechts- und Volkswirtschaften an der Universität Würzburg.
Am 24. Mai 1877 wurde er in der Wahlversammlung aller stimmberechtigten Gemeindebevollmächtigten zum Bürgermeister gewählt.
Nach Bestätigung durch das Staatsministerium des Innern fand die feierliche Einführung in sein neues Amt am 3. Juli 1877 im Deutschhaus statt. Ein Jahr nach der Amtsübernahme erhielt Friedrich Medicus das Bürgerrecht der Stadt Aschaffenburg, um heiraten zu können. Das Verehelichungszeugnis wurde ihm und Anna Ungerer aus Ockstadt am 8. April 1878 ausgestellt. Die Ziviltrauung fand am 18. Mai 1878 in Würzburg statt.
Medicus, der 1885/86 und 1887 bis 1903 auch als Mitglied des Bayerischen Landtags tätig war, empfing einige Male Prinzregent Luitpold von Bayern, der ihn mit dem Orden vom Heiligen Michael IV. und III. Klasse auszeichnete. Die höchste Auszeichnung verlieh ihm der Prinzregent am 10. Oktober 1897, als Medicus von ihm das Ritterkreuz des Verdienstordens der Bayerischen Krone erhielt, womit seine Erhebung in den persönlichen Adelsstand verbunden war. Am 12. März 1902, dem 80. Geburtstag des Prinzregenten, wurde dem Bürgermeister und Landratspräsident Friedrich Ritter von Medicus der Titel „Geheimer Hofrat“ verliehen.  
In seine Amtszeit fiel die 900-Jahr-Feier der Stiftskirche (1882), die Einweihung der neuen Mainbrücke (Ludwigsbrücke, 1891), des Floßhafens (1892), die Eingemeindung der vorher selbständigen Gemeinde Leider (1. März 1901) sowie die Wiedereingemeindung von Damm (1. Juli 1901). 
Weiterhin wurden in der Amtszeit des Bürgermeisters Friedrich von Medicus errichtet: Die Pumpenfabrik Gentil (1892, Lange Straße), das ehemalige Bahnbetriebswerk Goldbacher Straße mit zwei Ring-Lockschuppen (1893), die ehemalige Kleiderfabrik Desch (1892, Ludwigstraße), die Güldner Motorengesellschaft (1904, heute: Fa. Kion, Schweinheimer Straße), die  Kupfer- und Messingwerke C. Heckmann (1904, heute Fa. TRW, Hefner-Alteneck-Straße) sowie die Jägerkaserne (1895, seit 1995 Fachhochschule – inzwischen Technische Hochschule Aschaffenburg, Würzburger Straße).      
Am 3. Juli 1902 beging er sein 25. Dienstjubiläum. Am 30. März 1904 verstarb Friedrich Ritter von Medicus. Seine letzte Ruhestätte fand er auf dem Aschaffenburger Altstadtfriedhof. In Würdigung seiner Verdienste und zur Erinnerung und Ehrung benannte 1949 der Stadtrat eine Straße nach ihm.